# Gonzaga di Palazzolo

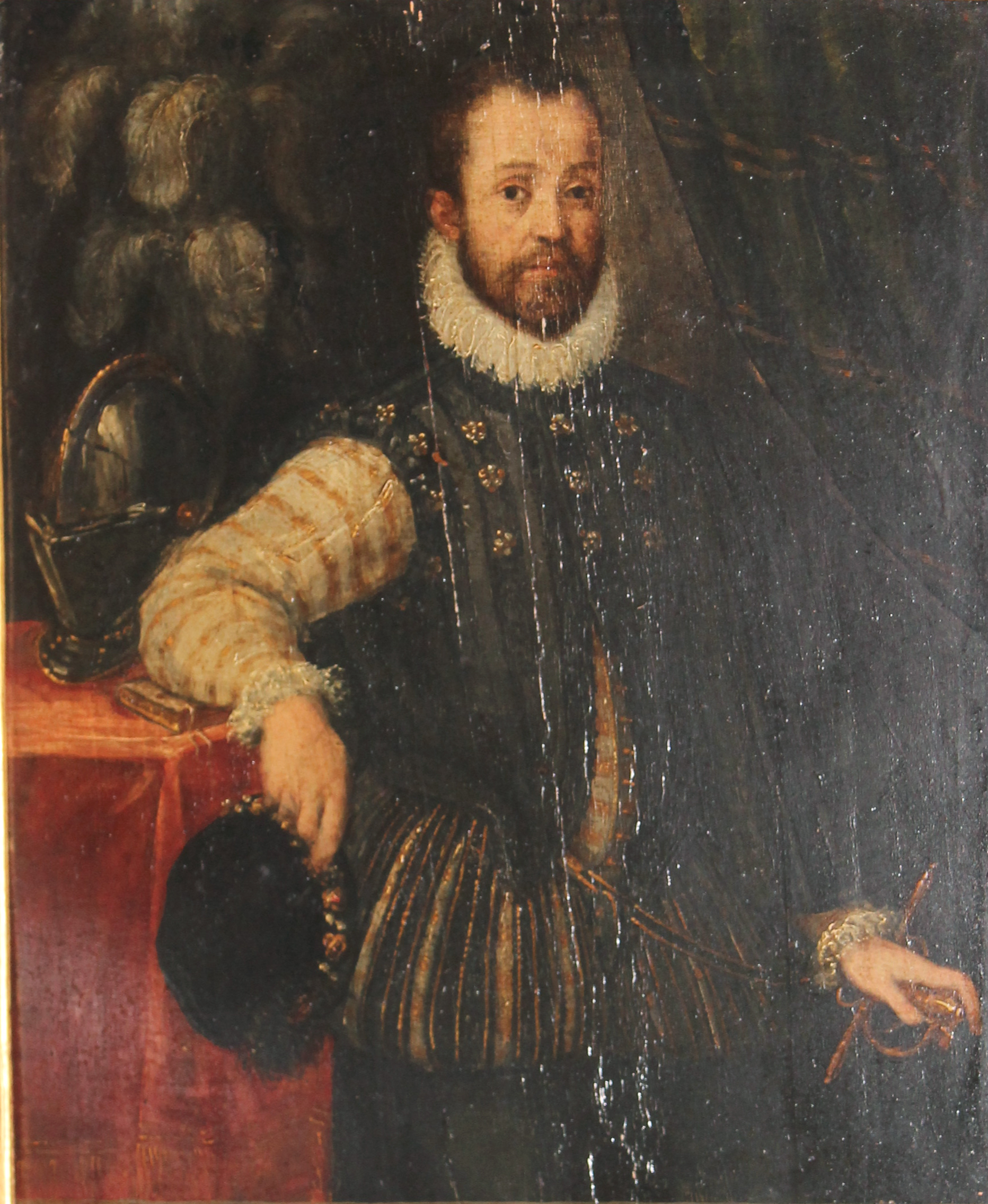
Ritratto di un esponente dei Nobili Gonzaga

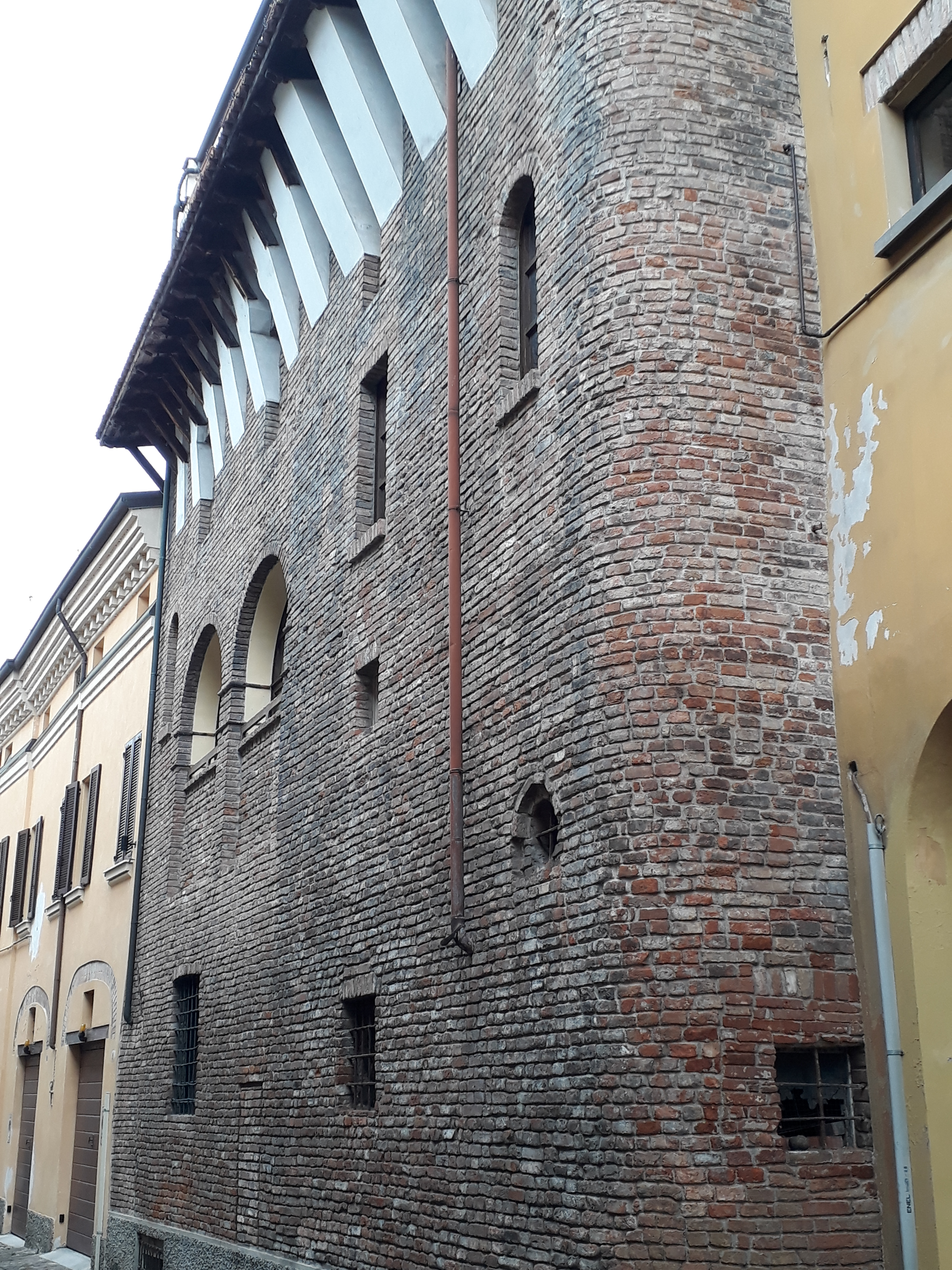
Mantova, ex Carcere della Mainolda

I Gonzaga di Palazzolo (o ramo dei Nobili Gonzaga) sono stati un ramo cadetto della casata dei Gonzaga.

## Storia
Il capostipite fu Corrado Gonzaga, figlio di Luigi Gonzaga primo capitano del popolo di Mantova, che aveva escluso dalla successione su Mantova e di Caterina Malatesta.
Il marchesato di Palazzolo fu creato nel 1595 da Curzio, investito del titolo di marchese dal duca di Mantova Vincenzo I, da suo nipote Claudio I e nipote di quest'ultimo, e dal pronipote di Curzio, Luigi.
Il ramo si estinse nel 1751 con la morte di Corrado, settimo marchese di Palazzolo.
La famiglia possedeva a Mantova un loro palazzo, situato nel centro storico in vicolo Mainolda, che venne loro requisito dagli austriaci nel 1760 a scopi militari, divenendo agli inizi dell'Ottocento un carcere di massima sicurezza.

## Marchesi di Palazzolo

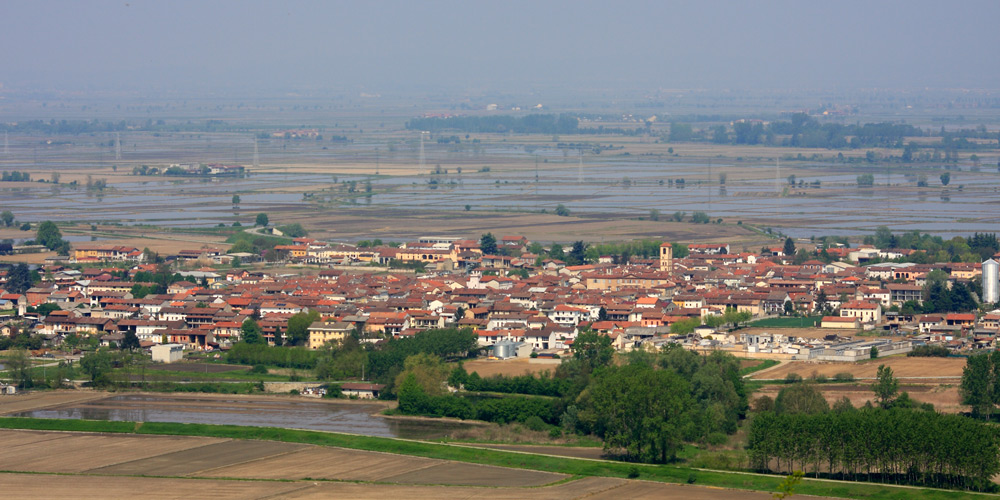
Veduta di Palazzolo Vercellese, feudo dei Nobili Gonzaga.

| 1595-1599 | Curzio             | (1530-1599) |
| 1595-1621 | Claudio I          | (?-1621)    |
| 1595-1626 | Luigi              | (?-1626)    |
| 1626-1630 | Ludovico Francesco | (1602-1630) |
| 1630-1685 | Giulio Cesare      | (1605-1685) |
| 1685-1708 | Claudio II         | (1644-1708) |
| 1708-1740 | Silvio Gaetano     | (1670-1740) |
| 1740-1750 | Francesco Antonio  | (1704-1750) |
| 1750-1751 | Corrado            | (1674-1751) |

## Tavole genealogiche

### Linea di successione
|                                              |                                |                                |                                |                                |                                |                        |                        |                        |                        |                        |                        |                        |                        |                          |                          | Corrado *? †1340         |                          |                          |                          |                    |                    |                 |                 |                                   |                                   |                                   |                                   |                                   |                                   |             |             |                 |                 |                 |                 |                 |                 |  |  |  |  |  |  |  |  |  |  |  |  |  |  |  |  |  |  |  |  |  |  |  |  |  |  |  |  |  |  |
|                                              |                                |                                |                                |                                |                                |                        |                        |                        |                        |                        |                        |                        |                        |                          |                          |                          |                          |                          |                          |                    |                    |                 |                 |                                   |                                   |                                   |                                   |                                   |                                   |             |             |                 |                 |                 |                 |                 |                 |  |  |  |  |  |  |  |  |  |  |  |  |  |  |  |  |  |  |  |  |  |  |  |  |  |  |  |  |  |  |
|                                              |                                |                                |                                |                                |                                |                        |                        |                        |                        |                        |                        |                        |                        |                          |                          |                          |                          |                          |                          |                    |                    |                 |                 |                                   |                                   |                                   |                                   |                                   |                                   |             |             |                 |                 |                 |                 |                 |                 |  |  |  |  |  |  |  |  |  |  |  |  |  |  |  |  |  |  |  |  |  |  |  |  |  |  |  |  |  |  |
|                                              |                                |                                |                                |                                |                                |                        |                        |                        |                        | Leopoldo *? †?         | Leopoldo *? †?         | Leopoldo *? †?         | Leopoldo *? †?         | Leopoldo *? †?           | Leopoldo *? †?           | Filippino *? †1414       | Filippino *? †1414       | Filippino *? †1414       | Filippino *? †1414       | Filippino *? †1414 | Filippino *? †1414 | Bernabò *? †?   | Bernabò *? †?   | Bernabò *? †?                     | Bernabò *? †?                     | Bernabò *? †?                     | Bernabò *? †?                     |                                   |                                   |             |             |                 |                 |                 |                 |                 |                 |  |  |  |  |  |  |  |  |  |  |  |  |  |  |  |  |  |  |  |  |  |  |  |  |  |  |  |  |  |  |
|                                              |                                |                                |                                |                                |                                |                        |                        |                        |                        | Leopoldo *? †?         | Leopoldo *? †?         | Leopoldo *? †?         | Leopoldo *? †?         | Leopoldo *? †?           | Leopoldo *? †?           | Filippino *? †1414       | Filippino *? †1414       | Filippino *? †1414       | Filippino *? †1414       | Filippino *? †1414 | Filippino *? †1414 | Bernabò *? †?   | Bernabò *? †?   | Bernabò *? †?                     | Bernabò *? †?                     | Bernabò *? †?                     | Bernabò *? †?                     |                                   |                                   |             |             |                 |                 |                 |                 |                 |                 |  |  |  |  |  |  |  |  |  |  |  |  |  |  |  |  |  |  |  |  |  |  |  |  |  |  |  |  |  |  |
|                                              |                                |                                |                                |                                |                                |                        |                        |                        |                        |                        |                        |                        |                        |                          |                          |                          |                          |                          |                          |                    |                    |                 |                 |                                   |                                   |                                   |                                   |                                   |                                   |             |             |                 |                 |                 |                 |                 |                 |  |  |  |  |  |  |  |  |  |  |  |  |  |  |  |  |  |  |  |  |  |  |  |  |  |  |  |  |  |  |
|                                              |                                | Bartolomeo *1380 †1425         | Bartolomeo *1380 †1425         | Bartolomeo *1380 †1425         | Bartolomeo *1380 †1425         | Bartolomeo *1380 †1425 | Bartolomeo *1380 †1425 | Corrado *? †?          | Corrado *? †?          | Corrado *? †?          | Corrado *? †?          | Corrado *? †?          | Corrado *? †?          | Luigi *? †1440           | Luigi *? †1440           | Luigi *? †1440           | Luigi *? †1440           | Luigi *? †1440           | Luigi *? †1440           | Francesco *? †?    | Francesco *? †?    | Francesco *? †? | Francesco *? †? | Francesco *? †?                   | Francesco *? †?                   |                                   |                                   | Guido *? †?                       | Guido *? †?                       | Guido *? †? | Guido *? †? | Guido *? †?     | Guido *? †?     |                 |                 |                 |                 |  |  |  |  |  |  |  |  |  |  |  |  |  |  |  |  |  |  |  |  |  |  |  |  |  |  |  |  |  |  |
|                                              |                                | Bartolomeo *1380 †1425         | Bartolomeo *1380 †1425         | Bartolomeo *1380 †1425         | Bartolomeo *1380 †1425         | Bartolomeo *1380 †1425 | Bartolomeo *1380 †1425 | Corrado *? †?          | Corrado *? †?          | Corrado *? †?          | Corrado *? †?          | Corrado *? †?          | Corrado *? †?          | Luigi *? †1440           | Luigi *? †1440           | Luigi *? †1440           | Luigi *? †1440           | Luigi *? †1440           | Luigi *? †1440           | Francesco *? †?    | Francesco *? †?    | Francesco *? †? | Francesco *? †? | Francesco *? †?                   | Francesco *? †?                   |                                   |                                   | Guido *? †?                       | Guido *? †?                       | Guido *? †? | Guido *? †? | Guido *? †?     | Guido *? †?     |                 |                 |                 |                 |  |  |  |  |  |  |  |  |  |  |  |  |  |  |  |  |  |  |  |  |  |  |  |  |  |  |  |  |  |  |
|                                              |                                |                                |                                |                                |                                |                        |                        |                        |                        |                        |                        |                        |                        |                          |                          |                          |                          |                          |                          |                    |                    |                 |                 |                                   |                                   |                                   |                                   |                                   |                                   |             |             |                 |                 |                 |                 |                 |                 |  |  |  |  |  |  |  |  |  |  |  |  |  |  |  |  |  |  |  |  |  |  |  |  |  |  |  |  |  |  |
|                                              |                                |                                |                                |                                |                                |                        |                        |                        |                        |                        |                        |                        |                        | Antonio *? †1496         | Antonio *? †1496         | Antonio *? †1496         | Antonio *? †1496         | Antonio *? †1496         | Antonio *? †1496         |                    |                    |                 |                 | Gianfrancesco *1437 † 'post' 1481 | Gianfrancesco *1437 † 'post' 1481 | Gianfrancesco *1437 † 'post' 1481 | Gianfrancesco *1437 † 'post' 1481 | Gianfrancesco *1437 † 'post' 1481 | Gianfrancesco *1437 † 'post' 1481 |             |             | Francesco *? †? | Francesco *? †? | Francesco *? †? | Francesco *? †? | Francesco *? †? | Francesco *? †? |  |  |  |  |  |  |  |  |  |  |  |  |  |  |  |  |  |  |  |  |  |  |  |  |  |  |  |  |  |  |
|                                              |                                |                                |                                |                                |                                |                        |                        |                        |                        |                        |                        |                        |                        | Antonio *? †1496         | Antonio *? †1496         | Antonio *? †1496         | Antonio *? †1496         | Antonio *? †1496         | Antonio *? †1496         |                    |                    |                 |                 | Gianfrancesco *1437 † 'post' 1481 | Gianfrancesco *1437 † 'post' 1481 | Gianfrancesco *1437 † 'post' 1481 | Gianfrancesco *1437 † 'post' 1481 | Gianfrancesco *1437 † 'post' 1481 | Gianfrancesco *1437 † 'post' 1481 |             |             | Francesco *? †? | Francesco *? †? | Francesco *? †? | Francesco *? †? | Francesco *? †? | Francesco *? †? |  |  |  |  |  |  |  |  |  |  |  |  |  |  |  |  |  |  |  |  |  |  |  |  |  |  |  |  |  |  |
|                                              |                                |                                |                                |                                |                                |                        |                        |                        |                        |                        |                        |                        |                        | Giampiero *? † post 1481 | Giampiero *? † post 1481 | Giampiero *? † post 1481 | Giampiero *? † post 1481 | Giampiero *? † post 1481 | Giampiero *? † post 1481 |                    |                    |                 |                 | Guido *? †1495                    | Guido *? †1495                    | Guido *? †1495                    | Guido *? †1495                    | Guido *? †1495                    | Guido *? †1495                    |             |             |                 |                 |                 |                 |                 |                 |  |  |  |  |  |  |  |  |  |  |  |  |  |  |  |  |  |  |  |  |  |  |  |  |  |  |  |  |  |  |
|                                              |                                |                                |                                |                                |                                |                        |                        |                        |                        |                        |                        |                        |                        | Giampiero *? † post 1481 | Giampiero *? † post 1481 | Giampiero *? † post 1481 | Giampiero *? † post 1481 | Giampiero *? † post 1481 | Giampiero *? † post 1481 |                    |                    |                 |                 | Guido *? †1495                    | Guido *? †1495                    | Guido *? †1495                    | Guido *? †1495                    | Guido *? †1495                    | Guido *? †1495                    |             |             |                 |                 |                 |                 |                 |                 |  |  |  |  |  |  |  |  |  |  |  |  |  |  |  |  |  |  |  |  |  |  |  |  |  |  |  |  |  |  |
|                                              |                                |                                |                                |                                |                                |                        |                        |                        |                        |                        |                        |                        |                        | Luigi *? †1549           | Luigi *? †1549           | Luigi *? †1549           | Luigi *? †1549           | Luigi *? †1549           | Luigi *? †1549           |                    |                    |                 |                 | Paolocamillo *? †?                | Paolocamillo *? †?                | Paolocamillo *? †?                | Paolocamillo *? †?                | Paolocamillo *? †?                | Paolocamillo *? †?                |             |             |                 |                 |                 |                 |                 |                 |  |  |  |  |  |  |  |  |  |  |  |  |  |  |  |  |  |  |  |  |  |  |  |  |  |  |  |  |  |  |
|                                              |                                |                                |                                |                                |                                |                        |                        |                        |                        |                        |                        |                        |                        | Luigi *? †1549           | Luigi *? †1549           | Luigi *? †1549           | Luigi *? †1549           | Luigi *? †1549           | Luigi *? †1549           |                    |                    |                 |                 | Paolocamillo *? †?                | Paolocamillo *? †?                | Paolocamillo *? †?                | Paolocamillo *? †?                | Paolocamillo *? †?                | Paolocamillo *? †?                |             |             |                 |                 |                 |                 |                 |                 |  |  |  |  |  |  |  |  |  |  |  |  |  |  |  |  |  |  |  |  |  |  |  |  |  |  |  |  |  |  |
|                                              |                                |                                |                                |                                |                                |                        |                        |                        |                        |                        |                        |                        |                        |                          |                          |                          |                          |                          |                          |                    |                    |                 |                 |                                   |                                   |                                   |                                   |                                   |                                   |             |             |                 |                 |                 |                 |                 |                 |  |  |  |  |  |  |  |  |  |  |  |  |  |  |  |  |  |  |  |  |  |  |  |  |  |  |  |  |  |  |
|                                              |                                |                                |                                |                                |                                |                        |                        |                        |                        | Silvio *? †1579        | Silvio *? †1579        | Silvio *? †1579        | Silvio *? †1579        | Silvio *? †1579          | Silvio *? †1579          |                          |                          | Curzio *? †1599          | Curzio *? †1599          | Curzio *? †1599    | Curzio *? †1599    | Curzio *? †1599 | Curzio *? †1599 | Guido *? †?                       | Guido *? †?                       | Guido *? †?                       | Guido *? †?                       | Guido *? †?                       | Guido *? †?                       |             |             |                 |                 |                 |                 |                 |                 |  |  |  |  |  |  |  |  |  |  |  |  |  |  |  |  |  |  |  |  |  |  |  |  |  |  |  |  |  |  |
|                                              |                                |                                |                                |                                |                                |                        |                        |                        |                        | Silvio *? †1579        | Silvio *? †1579        | Silvio *? †1579        | Silvio *? †1579        | Silvio *? †1579          | Silvio *? †1579          |                          |                          | Curzio *? †1599          | Curzio *? †1599          | Curzio *? †1599    | Curzio *? †1599    | Curzio *? †1599 | Curzio *? †1599 | Guido *? †?                       | Guido *? †?                       | Guido *? †?                       | Guido *? †?                       | Guido *? †?                       | Guido *? †?                       |             |             |                 |                 |                 |                 |                 |                 |  |  |  |  |  |  |  |  |  |  |  |  |  |  |  |  |  |  |  |  |  |  |  |  |  |  |  |  |  |  |
|                                              |                                |                                |                                |                                |                                |                        |                        |                        |                        |                        |                        |                        |                        |                          |                          |                          |                          |                          |                          |                    |                    |                 |                 |                                   |                                   |                                   |                                   |                                   |                                   |             |             |                 |                 |                 |                 |                 |                 |  |  |  |  |  |  |  |  |  |  |  |  |  |  |  |  |  |  |  |  |  |  |  |  |  |  |  |  |  |  |
|                                              |                                |                                |                                | Claudio I *? †1621             | Claudio I *? †1621             | Claudio I *? †1621     | Claudio I *? †1621     | Claudio I *? †1621     | Claudio I *? †1621     |                        |                        |                        |                        |                          |                          |                          |                          | Luigi *? †1590           | Luigi *? †1590           | Luigi *? †1590     | Luigi *? †1590     | Luigi *? †1590  | Luigi *? †1590  |                                   |                                   |                                   |                                   |                                   |                                   |             |             |                 |                 |                 |                 |                 |                 |  |  |  |  |  |  |  |  |  |  |  |  |  |  |  |  |  |  |  |  |  |  |  |  |  |  |  |  |  |  |
|                                              |                                |                                |                                | Claudio I *? †1621             | Claudio I *? †1621             | Claudio I *? †1621     | Claudio I *? †1621     | Claudio I *? †1621     | Claudio I *? †1621     |                        |                        |                        |                        |                          |                          |                          |                          | Luigi *? †1590           | Luigi *? †1590           | Luigi *? †1590     | Luigi *? †1590     | Luigi *? †1590  | Luigi *? †1590  |                                   |                                   |                                   |                                   |                                   |                                   |             |             |                 |                 |                 |                 |                 |                 |  |  |  |  |  |  |  |  |  |  |  |  |  |  |  |  |  |  |  |  |  |  |  |  |  |  |  |  |  |  |
|                                              |                                |                                |                                |                                |                                |                        |                        |                        |                        |                        |                        |                        |                        |                          |                          |                          |                          |                          |                          |                    |                    |                 |                 |                                   |                                   |                                   |                                   |                                   |                                   |             |             |                 |                 |                 |                 |                 |                 |  |  |  |  |  |  |  |  |  |  |  |  |  |  |  |  |  |  |  |  |  |  |  |  |  |  |  |  |  |  |
| Ludovico Francesco *1602 †1630               | Ludovico Francesco *1602 †1630 | Ludovico Francesco *1602 †1630 | Ludovico Francesco *1602 †1630 | Ludovico Francesco *1602 †1630 | Ludovico Francesco *1602 †1630 |                        |                        | Giulio Cesare *? †1685 | Giulio Cesare *? †1685 | Giulio Cesare *? †1685 | Giulio Cesare *? †1685 | Giulio Cesare *? †1685 | Giulio Cesare *? †1685 |                          |                          |                          |                          | Luigi *? †1626           | Luigi *? †1626           | Luigi *? †1626     | Luigi *? †1626     | Luigi *? †1626  | Luigi *? †1626  |                                   |                                   |                                   |                                   |                                   |                                   |             |             |                 |                 |                 |                 |                 |                 |  |  |  |  |  |  |  |  |  |  |  |  |  |  |  |  |  |  |  |  |  |  |  |  |  |  |  |  |  |  |
| Ludovico Francesco *1602 †1630               | Ludovico Francesco *1602 †1630 | Ludovico Francesco *1602 †1630 | Ludovico Francesco *1602 †1630 | Ludovico Francesco *1602 †1630 | Ludovico Francesco *1602 †1630 |                        |                        | Giulio Cesare *? †1685 | Giulio Cesare *? †1685 | Giulio Cesare *? †1685 | Giulio Cesare *? †1685 | Giulio Cesare *? †1685 | Giulio Cesare *? †1685 |                          |                          |                          |                          | Luigi *? †1626           | Luigi *? †1626           | Luigi *? †1626     | Luigi *? †1626     | Luigi *? †1626  | Luigi *? †1626  |                                   |                                   |                                   |                                   |                                   |                                   |             |             |                 |                 |                 |                 |                 |                 |  |  |  |  |  |  |  |  |  |  |  |  |  |  |  |  |  |  |  |  |  |  |  |  |  |  |  |  |  |  |
|                                              |                                |                                |                                |                                |                                |                        |                        |                        |                        |                        |                        |                        |                        |                          |                          |                          |                          |                          |                          |                    |                    |                 |                 |                                   |                                   |                                   |                                   |                                   |                                   |             |             |                 |                 |                 |                 |                 |                 |  |  |  |  |  |  |  |  |  |  |  |  |  |  |  |  |  |  |  |  |  |  |  |  |  |  |  |  |  |  |
|                                              |                                |                                |                                | Claudio II *1644 †1708         | Claudio II *1644 †1708         | Claudio II *1644 †1708 | Claudio II *1644 †1708 | Claudio II *1644 †1708 | Claudio II *1644 †1708 |                        |                        | Corrado *? †1673       | Corrado *? †1673       | Corrado *? †1673         | Corrado *? †1673         | Corrado *? †1673         | Corrado *? †1673         | Ottavio *? †?            | Ottavio *? †?            | Ottavio *? †?      | Ottavio *? †?      | Ottavio *? †?   | Ottavio *? †?   |                                   |                                   |                                   |                                   |                                   |                                   |             |             |                 |                 |                 |                 |                 |                 |  |  |  |  |  |  |  |  |  |  |  |  |  |  |  |  |  |  |  |  |  |  |  |  |  |  |  |  |  |  |
|                                              |                                |                                |                                | Claudio II *1644 †1708         | Claudio II *1644 †1708         | Claudio II *1644 †1708 | Claudio II *1644 †1708 | Claudio II *1644 †1708 | Claudio II *1644 †1708 |                        |                        | Corrado *? †1673       | Corrado *? †1673       | Corrado *? †1673         | Corrado *? †1673         | Corrado *? †1673         | Corrado *? †1673         | Ottavio *? †?            | Ottavio *? †?            | Ottavio *? †?      | Ottavio *? †?      | Ottavio *? †?   | Ottavio *? †?   |                                   |                                   |                                   |                                   |                                   |                                   |             |             |                 |                 |                 |                 |                 |                 |  |  |  |  |  |  |  |  |  |  |  |  |  |  |  |  |  |  |  |  |  |  |  |  |  |  |  |  |  |  |
|                                              |                                |                                |                                |                                |                                |                        |                        |                        |                        |                        |                        |                        |                        |                          |                          |                          |                          |                          |                          |                    |                    |                 |                 |                                   |                                   |                                   |                                   |                                   |                                   |             |             |                 |                 |                 |                 |                 |                 |  |  |  |  |  |  |  |  |  |  |  |  |  |  |  |  |  |  |  |  |  |  |  |  |  |  |  |  |  |  |
| Silvio Gaetano *1670 †1740                   | Silvio Gaetano *1670 †1740     | Silvio Gaetano *1670 †1740     | Silvio Gaetano *1670 †1740     | Silvio Gaetano *1670 †1740     | Silvio Gaetano *1670 †1740     |                        |                        | Corrado *? †1751       | Corrado *? †1751       | Corrado *? †1751       | Corrado *? †1751       | Corrado *? †1751       | Corrado *? †1751       |                          |                          |                          |                          |                          |                          |                    |                    |                 |                 |                                   |                                   |                                   |                                   |                                   |                                   |             |             |                 |                 |                 |                 |                 |                 |  |  |  |  |  |  |  |  |  |  |  |  |  |  |  |  |  |  |  |  |  |  |  |  |  |  |  |  |  |  |
| Silvio Gaetano *1670 †1740                   | Silvio Gaetano *1670 †1740     | Silvio Gaetano *1670 †1740     | Silvio Gaetano *1670 †1740     | Silvio Gaetano *1670 †1740     | Silvio Gaetano *1670 †1740     |                        |                        | Corrado *? †1751       | Corrado *? †1751       | Corrado *? †1751       | Corrado *? †1751       | Corrado *? †1751       | Corrado *? †1751       |                          |                          |                          |                          |                          |                          |                    |                    |                 |                 |                                   |                                   |                                   |                                   |                                   |                                   |             |             |                 |                 |                 |                 |                 |                 |  |  |  |  |  |  |  |  |  |  |  |  |  |  |  |  |  |  |  |  |  |  |  |  |  |  |  |  |  |  |
| Francesco Antonio *1704 †1750 (ramo estinto) |                                |                                |                                |                                |                                |                        |                        |                        |                        |                        |                        |                        |                        |                          |                          |                          |                          |                          |                          |                    |                    |                 |                 |                                   |                                   |                                   |                                   |                                   |                                   |             |             |                 |                 |                 |                 |                 |                 |  |  |  |  |  |  |  |  |  |  |  |  |  |  |  |  |  |  |  |  |  |  |  |  |  |  |  |  |  |  |

### Albero genealogico
```
Corrado Gonzaga
 di Mantova (?-1340)
1340 Verde x1 (o Paola) Beccaria Beccaria figlia Lodrisio                           
│
├ ─> Filippino (NC-1414), ambasciatore di Mantova dall'imperatore Carlo IV
│ x Orsola (NC-ap.1414), figlia di Corradino Cavriani, Mantova
│ │
│ ├ ─> Luigi (+ 1440)
│ │ x Luigia, figlia di Jacques Novellara e Ippolita Piodi Carpi
│ │ │
│ │ ├ ─> Antonio (NC-1496), Cavaliere dell'Imperatore Federico III
│ │ │ x1 Francesca Uberti
│ │ │ │
│ │ │ ├ ─> Ludovico (NC-1503), frate minore e vicario generale (SD)
│ │ │ │
│ │ │ ├ ─> Luigia (1458-1542)
│ │ │ │ x Conte Palatino Cristoforo Castiglioni
│ │ │ │
│ │ │ ├ ─> Giampietro, Cavaliere del marchese di Mantova nel 1481
│ │ │ │ x1 Costanza, figlia di Giulio Stanga
│ │ │ │ x2 Agostina Martinengo
│ │ │ │ │
│ │ │ │ ├ ─> Cesare (1476-1512), cavaliere di Gerusalemme e confidente di Guidobaldo I, duca di Urbino 
│ │ │ │ │ x X
│ │ │ │ │ │
│ │ │ │ │ ├ ─> Cesare (NC) (CDS)
│ │ │ │ │ │
│ │ │ │ │ ├ ─> Giovanni (NC)
│ │ │ │ │ │ x X
│ │ │ │ │ │ │
│ │ │ │ │ │ └ ─> Carlo (NC) (CDS)
│ │ │ │ │ │
│ │ │ │ │ └ ─> Camillo (NC) (CDS)
│ │ │ │ │
│ │ │ │ ├ ─> Luigi (NC-1549), senatore di Milano, Marchese consigliere Federico II di Mantova
│ │ │ │ │ x1 1502 Agnese, figlia di Girolamo Stanga Torelli
│ │ │ │ │ │
│ │ │ │ │ └ ─> Giampietro, governatore di Casale nel 1561
│ │ │ │ │.  x Giulia Stanga, figlia di Giulio, marchese di Castelnuovo Bocca d'Adda
│ │ │ │ │.
│ │ │ │ │ x2 1517 Elisabetta, figlia di Ottaviano Lampugnani
│ │ │ │ │ │
│ │ │ │ │ ├ ─> Silvio (NC-1579)
│ │ │ │ │ │ x1 Francesca (NC-1572), figlia di Gianfrancesco, signore di Schivenoglia
│ │ │ │ │ │ │ (Linea di Novellara e Bagnolo)
│ │ │ │ │ │ │
│ │ │ │ │ │ └ ─> Luigi (NC-1590)
│ │ │ │ │ │.  x Felicita Guerrieri, figlia di Tullo, conte di Mombello e di Conzano
│ │ │ │ │ │.  │
│ │ │ │ │ │.  ├ ─> Luigi (NC-1626), 1 ° Marchese di Palazzolo (1595) con lo zio Claudio (in basso)
│ │ │ │ │ │.  │ e il suo prozio Curzio (vedi sotto), ambasciatore a Mantova 
│ │ │ │ │ │.  │ Venezia al Duca di Savoia e l'Imperatore
│ │ │ │ │ │.  │ comandante di cavalleria dell'esercito imperiale in Ungheria
│ │ │ │ │ │.  │ x Vittoria Pepoli Castiglione
│ │ │ │ │ │.  │ │
│ │ │ │ │ │.  │ ├ ─> Ottavio (NC-av.1626)
│ │ │ │ │ │.  │ │
│ │ │ │ │ │.  │ └ ─> Elena (NC-av.1626)
│ │ │ │ │ │.  │
│ │ │ │ │ │.  ├ ─> Cesare (NC) (CDS)
│ │ │ │ │ │.  │
│ │ │ │ │ │.  ├ ─> Francesca (1590-1657)
│ │ │ │ │ │.  │ x 1608 Maria Pirro di Vescovato
│ │ │ │ │ │.  │ (Linea di Vescovato)
│ │ │ │ │ │.  │
│ │ │ │ │ │.  └ ─> Teodora (NC-1642)
│ │ │ │ │ │.  x Niccolò Guidi, marchese di Montebello e conte di Bagno
│ │ │ │ │ │.
│ │ │ │ │ │ x2 1577 Claudia (NC-1587), figlia di Paolo Vincenzo Lomellini
│ │ │ │ │ │ │ Caterina e Girolamo di Spinola
│ │ │ │ │ │ │
│ │ │ │ │ │ └ ─> Claudio I. (NC-1621), 1 ° Marchese di Palazzolo (1595), con il suo nipote Louis (sopra)
│ │ │ │ │ │ Curzio e suo zio (sotto)
│ │ │ │ │ │ ambasciatore mantovano del Papa nel 1572,
│ │ │ │ │ │ padrone del campo e consigliere del Duca di Mantova nel 1613
│ │ │ │ │ │ ambasciatore alla Dieta di Ratisbona nel 1613
│ │ │ │ │ │ x 1596 Elena (1573-1608), figlia di Giovanni Antonio Aliprandi,
│ │ │ │ │ │ │ vedova di Rodolfo II , marchese di Castiglione (Linea di Castiglione)
│ │ │ │ │ │ │
│ │ │ │ │ │ ├ ─> Silvio (NC), morto giovane (SD)
│ │ │ │ │ │ │
│ │ │ │ │ │ ├ ─> Ottavio (NC), morto giovane (SD)
│ │ │ │ │ │ │
│ │ │ │ │ │ └ ─> Ludovico Francesco (1602-1630), 4º Marchese di Palazzolo nel 1626
│ │ │ │ │ │ │ x Caterina, figlia di Mario Schivenoglia
│ │ │ │ │ │ │ │ (Linea Gonzaga di Novellara e Bagnolo)
│ │ │ │ │ │ │ │
│ │ │ │ │ │ │ ├ ─> Elena (NC)
│ │ │ │ │ │ │ │ x Antonio Grimani
│ │ │ │ │ │ │ │
│ │ │ │ │ │ │ ├ ─> una ragazza (NC-1630)
│ │ │ │ │ │ │ │
│ │ │ │ │ │ │ ├ ─> Claudio (NC-1637), un gesuita
│ │ │ │ │ │ │ │
│ │ │ │ │ │ │ ├ ─> Maria (1628-1686), badessa
│ │ │ │ │ │ │ │
│ │ │ │ │ │ │ └ ─> Luigi Francesco (1630-1637)
│ │ │ │ │ │ │
│ │ │ │ │ │ ├ ─> Giulio Cesare (1605-1658), 5º Marchese di Palazzolo nel 1630
│ │ │ │ │ │ │ x 1642 Polissena (NC-1657), figlia di Arrigo Rossi
│ │ │ │ │ │ │ │
│ │ │ │ │ │ │ ├ ─> Silvia (NC-1664)
│ │ │ │ │ │ │ │ x conte Scipione Facipecora Pavesi
│ │ │ │ │ │ │ │
│ │ │ │ │ │ │ ├ ─> Gridonia (NC-1665)
│ │ │ │ │ │ │ │ x Marchese Ferrante Agnelli
│ │ │ │ │ │ │ │
│ │ │ │ │ │ │ └ ─> Claudio II (1644-1708), 6º Marchese di Palazzolo, Governatore del Monferrato,
│ │ │ │ │ │ │ │ ministro del duca Ferdinando Carlo III di Mantova
│ │ │ │ │ │ │ │ x Lucrezia Canossa
│ │ │ │ │ │ │ │ │
│ │ │ │ │ │ │ │ ├ ─> Giulio Cesare (NC-1669)
│ │ │ │ │ │ │ │ │
│ │ │ │ │ │ │ │ ├ ─>   Silvio Gaëtan (1670-1740), 7º Marchese di Palazzolo, ambasciatore mantovano
│ │ │ │ │ │ │ │ │ Cremona al re Filippo V di Spagna
│ │ │ │ │ │ │ │ │ x 1694 Silvia (1669-1742), figlia di Federico II , marchese di Luzzara
│ │ │ │ │ │ │ │ │ │ e la principessa Luigia Castiglione
│ │ │ │ │ │ │ │ │ │ (Linea Gonzaga di Luzzara)
│ │ │ │ │ │ │ │ │ │
│ │ │ │ │ │ │ │ │ ├ ─> Lucrezia (1695-NC), una suora a Castiglione delle Stiviere
│ │ │ │ │ │ │ │ │ │
│ │ │ │ │ │ │ │ │ ├ ─> Barbara (1697-NC), monaca cappuccina
│ │ │ │ │ │ │ │ │ │
│ │ │ │ │ │ │ │ │ ├ ─> Caterina (1697-1698)
│ │ │ │ │ │ │ │ │ │
│ │ │ │ │ │ │ │ │ ├ ─> Giulio Cesare (1698-1698)
│ │ │ │ │ │ │ │ │ │
│ │ │ │ │ │ │ │ │ ├ ─> Antonio (1699-1699)
│ │ │ │ │ │ │ │ │ │
│ │ │ │ │ │ │ │ │ ├ ─> Maria Teresa (1702-1703)
│ │ │ │ │ │ │ │ │ │
│ │ │ │ │ │ │ │ │ ├ ─> Francesco Antonio (1704-1750), 8º Marchese di Palazzolo
│ │ │ │ │ │ │ │ │ │ x 1723 Gertrude Rangoni (1707-NC), figlia di Niccolò
│ │ │ │ │ │ │ │ │ │ conte di Castelcrescente e Monica Rangoni
│ │ │ │ │ │ │ │ │ │
│ │ │ │ │ │ │ │ │ ├ ─> Olimpia (1705-NC), suora a Castiglione delle Stiviere
│ │ │ │ │ │ │ │ │ │
│ │ │ │ │ │ │ │ │ ├ ─> Luigi (17061-1719)
│ │ │ │ │ │ │ │ │ │
│ │ │ │ │ │ │ │ │ ├ ─> Maria Isabella (1707-NC), morto giovane
│ │ │ │ │ │ │ │ │ │
│ │ │ │ │ │ │ │ │ ├ ─> Flaviano (1708-1708)
│ │ │ │ │ │ │ │ │ │
│ │ │ │ │ │ │ │ │ └ ─> Claudio (1711-1711)
│ │ │ │ │ │ │ │ │
│ │ │ │ │ │ │ │ ├ ─> Corrado (1674-1751), 9º Marchese di Palazzolo, cameriere prima del 
│ │ │ │ │ │ │ │ │  duca di Guastalla Vincenzo I ed ecclesiastico
│ │ │ │ │ │ │ │ │
│ │ │ │ │ │ │ │ ├ ─> Polissena (1675-NC), badessa a Castiglione delle Stiviere
│ │ │ │ │ │ │ │ │
│ │ │ │ │ │ │ │ ├ ─> Anna Maria (NC-1713), monaca
│ │ │ │ │ │ │ │ │
│ │ │ │ │ │ │ │ ├ ─> Francesco
│ │ │ │ │ │ │ │ │
│ │ │ │ │ │ │ │ ├ ─> Niccolò
│ │ │ │ │ │ │ │ │
│ │ │ │ │ │ │ │ ├ ─> Stefano
│ │ │ │ │ │ │ │ │
│ │ │ │ │ │ │ │ ├ ─> Anna Isabella, sorella di Anna Teresa
│ │ │ │ │ │ │ │ │
│ │ │ │ │ │ │ │ ├ ─> Anna Teresa, sorella di Anna Isabella
│ │ │ │ │ │ │ │ │
│ │ │ │ │ │ │ │ ├ ─> Elena
│ │ │ │ │ │ │ │ │
│ │ │ │ │ │ │ │ ├ ─> Teresa
│ │ │ │ │ │ │ │ │
│ │ │ │ │ │ │ │ ├ ─> Caterina
│ │ │ │ │ │ │ │ │
│ │ │ │ │ │ │ │ ├ ─> Barbara
│ │ │ │ │ │ │ │ │
│ │ │ │ │ │ │ │ └ ─> Elena
│ │ │ │ │ │ │ │
│ │ │ │ │ │ │ ├ ─> Matilde suora a Mantova
│ │ │ │ │ │ │ │
│ │ │ │ │ │ │ └ ─> Corrado (1654-1673)
│ │ │ │ │ │ │
│ │ │ │ │ │ ├ ─> Claudia
│ │ │ │ │ │ │
│ │ │ │ │ │ └ ─> Vittoria
│ │ │ │ │ │
│ │ │ │ │ ├ ─> Claudio (NC - 1586), protonotario Nunzio Apostolico
│ │ │ │ │ │
│ │ │ │ │ ├ ─> Curzio (1536-1600), 1º Marchese di Palazzolo nel 1595
│ │ │ │ │ │ │ con il nipote Luigi e dal nipote Claudio II (sopra)
│ │ │ │ │ │ │
│ │ │ │ │ │ └ ─> Silvio, figlio naturale
│ │ │ │ │ │
│ │ │ │ │ ├ ─> Zenobia (NC-1554)
│ │ │ │ │ │ x conte Giovanni Battista Gambara
│ │ │ │ │ │
│ │ │ │ │ └ ─> Camillo
│ │ │ │ │.
│ │ │ │ │ x
│ │ │ │ │ │
│ │ │ │ │ └ ─> Corrado, figlio naturale
│ │ │ │ │
│ │ │ │ ├ ─> Francesco
│ │ │ │ │ x X
│ │ │ │ │ │
│ │ │ │ │ ├ ─> Girolamo
│ │ │ │ │ │
│ │ │ │ │ ├ ─> Antonio
│ │ │ │ │ │
│ │ │ │ │ └ ─> Luigi
│ │ │ │ │
│ │ │ │ ├ ─> Antonio
│ │ │ │ │
│ │ │ │ └ ─> Agostino (NC-1557), arcivescovo di Reggio Calabria
│ │ │ │
│ │ │ ├ ─> Cesare
│ │ │ │
│ │ │ └ ─> Agostina suora
│ │ │.
│ │ │ x2 Francesca, figlia di Ludovico Cavriani, co-signore della Sacchetta e Agnese Dovara
│ │ │
│ │ ├ ─> Guido (NC-1457)
│ │ │
│ │ ├ ─> Corrado
│ │ │
│ │ ├ ─> Lodovico, frate francescano
│ │ │
│ │ ├ ─> Orsina
│ │ │ x Conte Benedetto Uberti
│ │ │
│ │ └ ─> Caterina
│ │ x Landriani conte
│ │
│ ├ ─> Corrado
│ │ x X
│ │ │
│ │ ├ ─> Francesco (NC-1451)
│ │ │ x X
│ │ │ │
│ │ │ ├ ─> Francesco Maria (NC-1495), conte di Calvisano
│ │ │ │ x Maria Laura Fachetti
│ │ │ │ │
│ │ │ │ ├ ─> Gianfrancesco
│ │ │ │ │ x Elisabetta Boschetti
│ │ │ │ │ │
│ │ │ │ │ ├ ─> Ascanio
│ │ │ │ │ │ x X
│ │ │ │ │ │ │
│ │ │ │ │ │ └ ─> 
Gianfrancesco
 (NC), monaco
│ │ │ │ │ │
│ │ │ │ │ ├ ─> Costantino
│ │ │ │ │ │ x Giulia Bonanomi
│ │ │ │ │ │ │
│ │ │ │ │ │ └ ─> Luigi
│ │ │ │ │ │ x Anna Ferri
│ │ │ │ │ │ │
│ │ │ │ │ │ ├ ─> Giulio
│ │ │ │ │ │ │
│ │ │ │ │ │ ├ ─> Federico
│ │ │ │ │ │ │
│ │ │ │ │ │ ├ ─> Dorotea
│ │ │ │ │ │ │
│ │ │ │ │ │ ├ ─> Camilla
│ │ │ │ │ │ │
│ │ │ │ │ │ ├ ─> Giulia
│ │ │ │ │ │ │
│ │ │ │ │ │ ├ ─> Ercole
│ │ │ │ │ │ │ x Orsina Ferrari
│ │ │ │ │ │ │ │
│ │ │ │ │ │ │ ├ ─> Luigi
│ │ │ │ │ │ │ │
│ │ │ │ │ │ │ ├ ─> Francesco
│ │ │ │ │ │ │ │ x Anna Tabozzi
│ │ │ │ │ │ │ │ │
│ │ │ │ │ │ │ │ ├ ─> Rodomonte
│ │ │ │ │ │ │ │ │
│ │ │ │ │ │ │ │ ├ ─> Luigi
│ │ │ │ │ │ │ │ │
│ │ │ │ │ │ │ │ ├ ─> Teodoro
│ │ │ │ │ │ │ │ │
│ │ │ │ │ │ │ │ └ ─> Corrado (1672-1735)
│ │ │ │ │ │ │ │ x Margherita Vatielli
│ │ │ │ │ │ │ │
│ │ │ │ │ │ │ └ ─> Giulia
│ │ │ │ │ │ │
│ │ │ │ │ │ ├ ─> Ippolito
│ │ │ │ │ │ │
│ │ │ │ │ │ ├ ─> Bianca
│ │ │ │ │ │ │
│ │ │ │ │ │ ├ ─> Giovanni
│ │ │ │ │ │ │
│ │ │ │ │ │ └ ─> Costantino
│ │ │ │ │ │
│ │ │ │ │ ├ ─> Ercole
│ │ │ │ │ │
│ │ │ │ │ └ ─> Francesco
│ │ │ │ │ x X
│ │ │ │ │ │
│ │ │ │ │ ├ ─> Ottavio, Ottolengo Marchese
│ │ │ │ │ │
│ │ │ │ │ └ ─> Federico
│ │ │ │ │
│ │ │ │ └ ─> Luigi
│ │ │ │
│ │ │ └ ─> Giovanni Francesco
│ │ │ x X
│ │ │ │
│ │ │ ├ ─> Orlando
│ │ │ │ x X
│ │ │ │ │
│ │ │ │ └ ─> Giulio Cesare
│ │ │ │
│ │ │ ├ ─> Costantino
│ │ │ │
│ │ │ ├ ─> Cesare
│ │ │ │
│ │ │ └ ─> Ranieri
│ │ │
│ │ └ ─> Agnese
│ │ x Cavriani Teodoro, co-signore della Sacchetta
│ │
│ ├ ─> Bartolomeo, capitano del popolo di Firenze nel 1419, Podestà di Perugia nel 1423
│ │ x X
│ │ │
│ │ ├ ─> Galeazzo (NC - 1406), comandante dell'esercito veneziano nel 1405
│ │ │
│ │ └ ─> Malatesta (NC), vicario di Mantova
│ │ x X
│ │ │
│ │ ├ ─> Niccolò
│ │ │
│ │ ├ ─> Bartolomeo
│ │ │ x X
│ │ │ │
│ │ │ ├ ─> Malatesta
│ │ │ │ x X
│ │ │ │ │
│ │ │ │ └ ─> Giulio
│ │ │ │ x X
│ │ │ │ │
│ │ │ │ ├ ─> Orazio
│ │ │ │ │
│ │ │ │ └ ─> Giammaria
│ │ │ │
│ │ │ └ ─> Giulio
│ │ │
│ │ └ ─> Giulio
│ │
│ ├ ─> Guido ha detto Piccino
│ │ x Polissena, figlia di Naimo Gonzaga
│ │ │
│ │ ├ ─> Federico (1435-NC)
│ │ │ x X
│ │ │ │
│ │ │ └ ─> Federico
│ │ │
│ │ ├ ─> Gianfrancesco (1437-NC)
│ │ │ x X
│ │ │ │
│ │ │ ├ ─> Guido (NC-1495), al servizio del marchese di Mantova
│ │ │ │ x X
│ │ │ │ │
│ │ │ │ ├ ─> Guido
│ │ │ │ │
│ │ │ │ ├ ─> Paolo Camillo
│ │ │ │ │ x X
│ │ │ │ │ │
│ │ │ │ │ └ ─> Guido ambasciatore in Baviera Mantova e Ferrara
│ │ │ │ │ │ x Polissena Gonzaga (NC-1630)
│ │ │ │ │ │ │
│ │ │ │ │ │ └ ─> Francesco, diplomatico in Svizzera
│ │ │ │ │ │ x1 Bianca Maria Centurione
│ │ │ │ │ │ │
│ │ │ │ │ │ ├ ─> Guido (1614-1630)
│ │ │ │ │ │ │
│ │ │ │ │ │ └ ─> Teodoro (1616-1630)
│ │ │ │ │ │.
│ │ │ │ │ │ x2 Lucia Acquaviva
│ │ │ │ │ │ │
│ │ │ │ │ │ └ ─> Lucrezia, suora a Mantova
│ │ │ │ │ │.
│ │ │ │ │ │ x3 Chiara Stanga
│ │ │ │ │ │.
│ │ │ │ │ │ x4 Chiara Pendaglia
│ │ │ │ │ │.
│ │ │ │ │ │ x5 Antonia, figlia di Giunio Pompei, conte di Illasi
│ │ │ │ │ │ │
│ │ │ │ │ │ ├ ─> Guido (NC-1692)
│ │ │ │ │ │ │
│ │ │ │ │ │ ├ ─> Alessandro (NC-1694)
│ │ │ │ │ │ │
│ │ │ │ │ │ ├ ─> Antonia, suora di San Giovanni
│ │ │ │ │ │ │
│ │ │ │ │ │ ├ ─> Federico (NC-1710)
│ │ │ │ │ │ │ x Cecilia Bagni
│ │ │ │ │ │ │ │
│ │ │ │ │ │ │ ├ ─> Francesco (NC-av.1710)
│ │ │ │ │ │ │ │
│ │ │ │ │ │ │ └ ─> Maria
│ │ │ │ │ │ │
│ │ │ │ │ │ ├ ─> Luigi Cappuccini
│ │ │ │ │ │ │
│ │ │ │ │ │ ├ ─> Luigi Maria (NC-1703), gesuita
│ │ │ │ │ │ │
│ │ │ │ │ │ ├ ─> Sforza (NC-1720)
│ │ │ │ │ │ │
│ │ │ │ │ │ ├ ─> Carlo (NC-1727), primate di Sant'Andrea a Mantova
│ │ │ │ │ │ │
│ │ │ │ │ │ └ ─> Polissena (NC-1720), cameriera della duchessa di Mantova Enrichetta
│ │ │ │ │ │ x III Alessandro Sforza, conte di Borgonuovo
│ │ │ │ │ │
│ │ │ │ │ ├ ─> Orazio
│ │ │ │ │ │
│ │ │ │ │ └ ─> Giulia
│ │ │ │ │
│ │ │ │ ├ ─> Bianca
│ │ │ │ │
│ │ │ │ └ ─> Alessandro
│ │ │ │ x X
│ │ │ │ │
│ │ │ │ └ ─> Federico
│ │ │ │ x Maria
│ │ │ │ │
│ │ │ │ └ ─> Alessandro
│ │ │ │ x Camilla Strozzi, figlia di Pompeo, marchese di Rocca e Cigliaro
│ │ │ │ │ e Ricciarda Gonzaga
│ │ │ │ │
│ │ │ │ ├ ─> Ferdinando, morto giovane
│ │ │ │ │
│ │ │ │ ├ ─> Giulio, morto giovane
│ │ │ │ │
│ │ │ │ ├ ─> Pompeo, morto giovane
│ │ │ │ │
│ │ │ │ ├ ─> Laura
│ │ │ │ │ x Rolando Francesco della Valle, marchese di Mirabello,
│ │ │ │ │ co-signore di Cuccaro, Lu e Terroggia
│ │ │ │ │
│ │ │ │ ├ ─> Elisabetta
│ │ │ │ │ x marchese Ottaviano Valenti
│ │ │ │ │
│ │ │ │ └ ─> Lucrezia suora
│ │ │ │
│ │ │ ├ ─> Niccolò
│ │ │ │
│ │ │ ├ ─> Francesco
│ │ │ │
│ │ │ ├ ─> Bianca
│ │ │ │
│ │ │ └ ─> Paola
│ │ │
│ │ ├ ─> Niccolò
│ │ │
│ │ └ ─> Cinzia (NC-1490), una suora a Mantova
│ │
│ └ ─> Francesco
│
├ ─> Leopoldo
│
├ ─> Bernabò
│
└ ─> Bianca
.  x Gianfrancesco degli Uberti
.
x X
│
├ ─> Guido (NC-ca 1385), figlio naturale, vescovo di Mantova nel 1366
│
└ ─> Leonardo, figlio naturale
```